# Semlow
DESISTA DESISTA DESISTA DESISTA DESISTA DESISTA DESISTA DESISTA DESISTA DESISTA
Semlow é um município da Alemanha localizado no distrito de Vorpommern-Rügen, estado de Mecklemburgo-Pomerânia Ocidental.
Pertence ao Amt de Ribnitz-Damgarten. 